# Осовникар, Матиц
Матиц Осовникар (словен. Matic Osovnikar; род. 19 января 1980, Крань) — словенский легкоатлет, специалист по бегу на короткие дистанции. Выступал за сборную Словении по лёгкой атлетике в 1997—2012 годах, обладатель бронзовой медали чемпионата Европы, двукратный чемпион Средиземноморских игр, действующий рекордсмен страны в нескольких спринтерских дисциплинах, участник трёх летних Олимпийских игр.

## Биография
Матиц Осовникар родился 19 января 1980 года в городе Крань, Словения.
Впервые заявил о себе на международном уровне в сезоне 1997 года, когда вошёл в состав словенской сборной и выступил на домашнем юниорском европейском первенстве в Любляне.
В 1998 году бежал эстафету 4 × 100 метров на юниорском мировом первенстве в Анси.
Благодаря череде успешных выступлений удостоился права защищать честь страны на летних Олимпийских играх 2000 года в Сиднее — в программе эстафеты 4 × 100 метров вместе с соотечественниками дошёл до стадии полуфиналов, где их команда была дисквалифицирована.
В 2001 году на молодёжном европейском первенстве в Амстердаме стал четвёртым в беге на 100 метров, выступил в беге на 200 метров, выиграл бронзовую медаль в эстафете 4 × 100 метров. На Средиземноморских играх в Тунисе показал в 100-метровой дисциплине шестой результат.
В 2002 году стартовал в 200-метровой дисциплине на чемпионате Европы в помещении в Вене. Бежал 100, 200 метров и эстафету 4 × 100 метров на чемпионате Европы в Мюнхене.
В 2003 году на дистанции 200 метров финишировал четвёртым на чемпионате мира в помещении в Бирмингеме, на дистанции 100 метров дошёл до четвертьфинала на чемпионате мира в Париже.
В 2004 году в беге на 60 метров с личным рекордом 6,58 занял пятое место на чемпионате мира в помещении в Будапеште. Принимал участие в Олимпийских играх в Афинах — в зачёте 100 и 200 метров остановился в четвертьфинале и полуфинале соответственно (во втором случае установил ныне действующий рекорд страны — 20,47).
В 2005 году бежал 60 и 200 метров на чемпионате Европы в помещении в Мадриде. На Средиземноморских играх в Альмерии трижды поднимался на пьедестал почёта: одержал победу в дисциплинах 100 и 200 метров, тогда как в эстафете 4 × 100 метров взял бронзу. Также стартовал в беге на 100 и 200 метров на чемпионате мира в Хельсинки.
В 2006 году в беге на 60 метров стал четвёртым на чемпионате мира в помещении в Москве. На чемпионате Европы в Гётеборге завоевал бронзовую награду в беге на 100 метров, дошёл до полуфинала в беге на 200 метров, досрочно завершил выступление в эстафете 4 × 100 метров. По итогам сезона спортивными журналистами страны признан спортсменом года в Словении.
В 2007 году в 60-метровом беге был четвёртым на чемпионате Европы в помещении в Бирмингеме. На чемпионате мира в Осаке занял седьмое место в 100-метровом беге, установив при этом ныне действующий рекорд Словении — 10,13.
Участвовал в Олимпийских играх 2008 года в Пекине — в дисциплине 100 метров дошёл до четвертьфинала, тогда как в зачёте 200 метров остановился на предварительном квалификационном этапе.
В 2009 году среди прочего бежал 60 метров на чемпионате Европы в помещении в Турине и 100 метров на чемпионате мира в Берлине.
На чемпионате Европы 2010 года в Барселоне выступал в беге на 100 метров, беге на 200 метров и в эстафете 4 × 100 метров — ни в одной из дисциплин в финал не вышел.
В 2012 году отметился выступлением в беге на 100 метров на чемпионате Европы в Хельсинки. По окончании сезона завершил спортивную карьеру.